# Håkons Hall
Håkons Hall és un complex esportiu situat a la ciutat de Lillehammer. Fou construït per la pràctica de l'hoquei sobre gel, i amb una capacitat per a 11.500 persones fou la seu dels principals partits de la competició d'hoquei sobre gel durant els Jocs Olímpics d'Hivern de 1994 realitzats a Lillehammer.
Així mateix també ha allotjat la cerimònia d'obertura i clausura dels Jocs Paralímpics d'hivern de 1994. El 1999 fou seu del Campionat del Món d'hoquei gel masculí i de part de la competició del Campionat del Món d'handbol femení d'aquell any, i el 2008 del Campionat d'Europa d'handbol masculí.